# كارل بيرغ
كارل إدوين بيرغ (بالإنجليزية: Carl Berg)‏ (ولد عام 1938) رجل أعمال، فاعل خير، مستثمر عقارات ورأسمالي أمريكي. تم اختياره في قائمة مجلة فوربس لأغنى 400 رجل أعمال أمريكي أكثر من مرة. في مارس 2013، بلغ صافي ثروته حوالي 1,1 مليار دولار أمريكي.

## السيرة الذاتية
ولد كارل بيرغ وتربى في عائلة يهودية في نيو مكسيكو. له أخ وحيد يدعى كلايد بيرغ، مستثمر عقارات أيضا. عمل كارل كمحصل قروض في مكتب بتكساس قبل أن ينتقل إلى كاليفورنيا في سبعينات القرن الماضي ليعمل في شركة تأجير ورهن عقارات في سانيفال، كاليفورنيا.
في كاليفورنيا، شارك كارل مع وكيل عقارات يدعى جون ألبرت سوبراتو، لإنشاء شركة خاصة بهم في ميد تون ريالتي. في عام 1979، رجعوا لمجالهم الأصلي في بناء المنشآت الصناعية والتجارية.

## الإستثمارات
بدأ بيرغ رحلته في مجال الإستثمار العقاري منذ عام 1997، وباع الشركة للمستثمر ديفكو ويست في ديسمبر 2012 بمبلغ 1.3 مليار دولار. كما يعتبر أحد مؤسسي شركة بيرج أند بيرج. لم تنحصر إستثمارات بيرغ في مجال العقارات فقط، فسريعا ما دخل مجال التكنولوجيا، خدمات الشبكات الدولية، في عام 2002. كما دخل في صناعات أشباه الموصلات.

## الحياة الشخصية
تزوج كارل بيرج وله ابنه واحدة، ويقيم في أثرتون، كاليفورنيا.

## وصلات خارجية
- السيرة الذاتية لكارل بيرغ
- كارل بيرغ - 7 مليارديرات بدأوا من العدم.
- الملياردير كارل بيرغ ينجح في تطوير علاج للسرطان.